# Suisse Public

Logo der Suisse Public

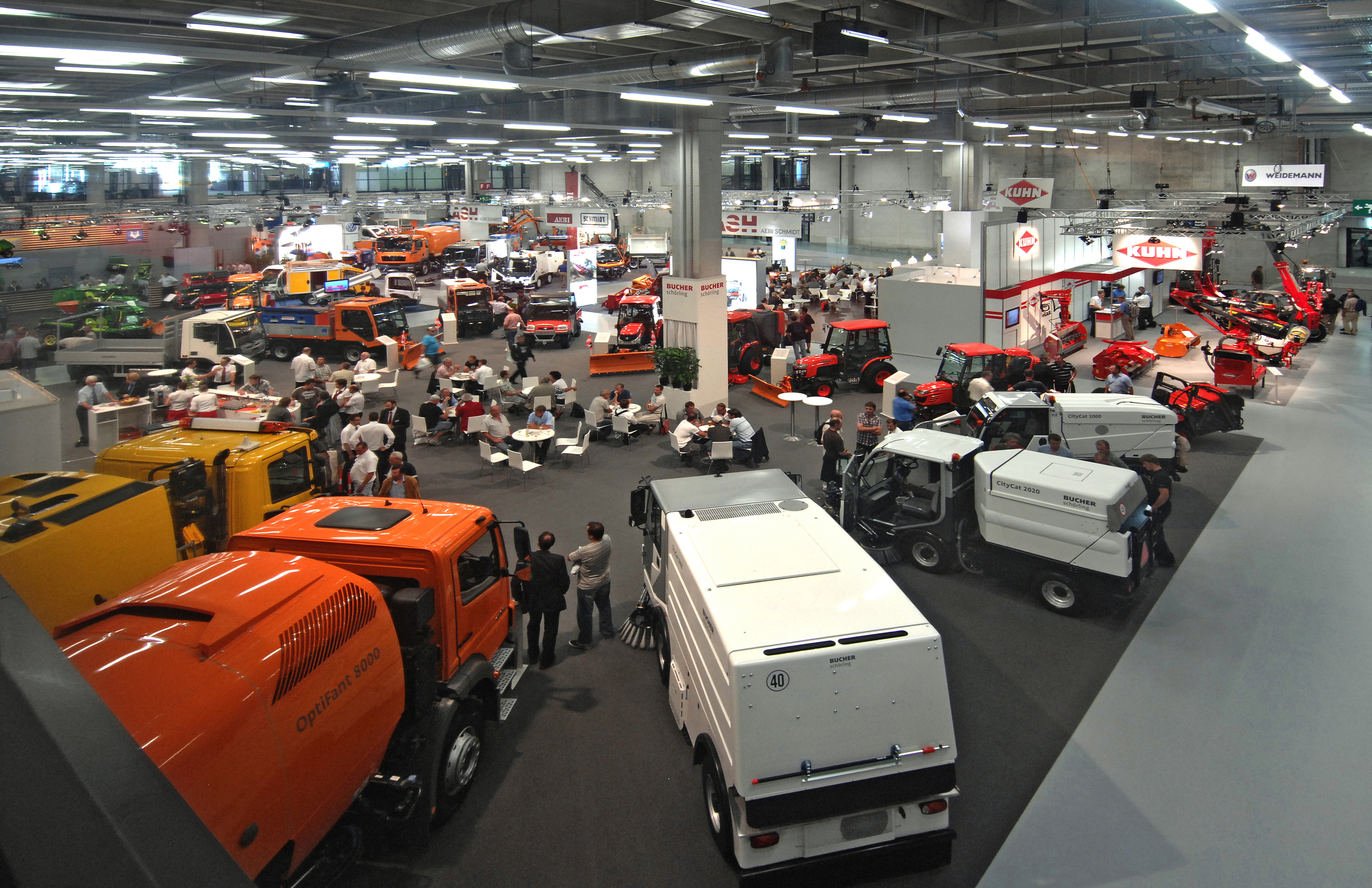
Blick in die Messehalle 2.0 an der Suisse Public 2011

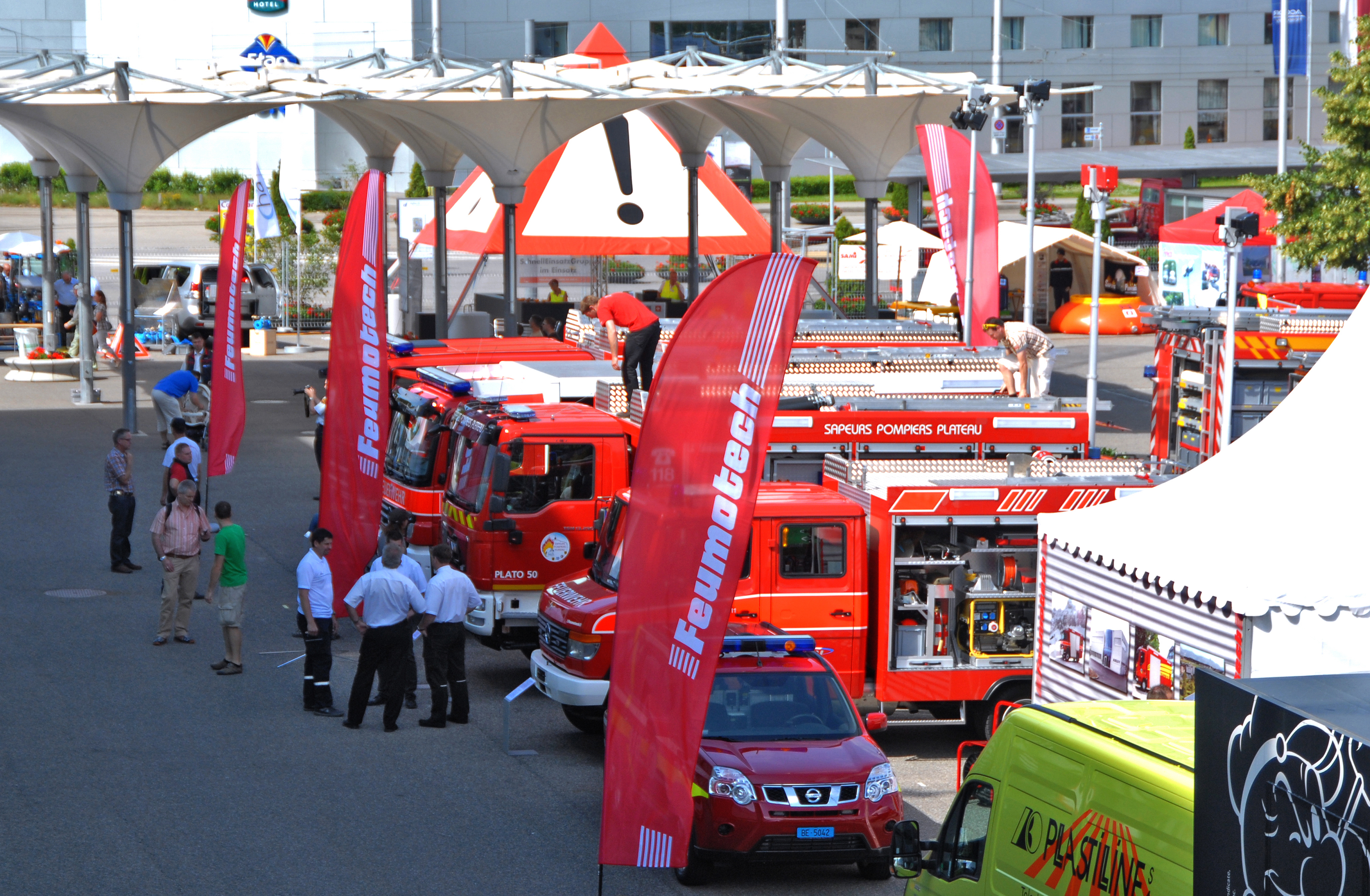
Blick aufs Freigelände an der Suisse Public 2011

Die Suisse Public ist die Schweizer Fachmesse für öffentliche Betriebe und Grossunternehmen, die alle zwei Jahre im Juni in Bern stattfindet und aktuelle Entwicklungen im Kommunalbereich und öffentlichen Sektor aufzeigt. Veranstalter der Suisse Public ist die BERNEXPO AG.

## Entstehung und Konzept
Im Jahr 1972 initiierten der damalige Präsident des Schweizerischen Gemeindeverbandes Erwin Freiburghaus und Rene Hugo Ernst, Direktor der Aussteller Genossenschaft BEA, die Ausstellung Gemeinde. Ziel war es, an einem Ort konzentriert von überall aus erreichbar eine Leistungsschau führender Firmen mit Gemeindebedarf zu realisieren.
Am 10. Juni 1972 fand die erste Gemeinde in Bern statt. An der Ausstellung, die damals acht Tage dauerte, nahmen rund 100 Aussteller teil. An der Suisse Public 2017 präsentierten 600 Aussteller den über 20'000 Besuchern ein Angebot an Produkten und Dienstleistungen für die Bedürfnisse von Kommunal- und Grossbetrieben.
Mit der Ausstellungsvielfalt wuchs auch die Aussteller- und Besucherzahl und neue Angebote wurden in die Messe integriert: der Sektor Feuerwehr zum Beispiel, seit 2001 fixer Bestandteil der Suisse Public, oder Pro Aqua, welche sich seit dem Jahr 2003 an der Suisse Public präsentiert. Die Schweizerische Interessengemeinschaft der Fabrikanten und Händler von Kommunal-Maschinen und -Geräten (SIK) bildet seit Beginn an einen wichtigen Bereich. Patronatsgeber der Suisse Public sind der Schweizerische Gemeindeverband sowie der Schweizerische Städteverband.
Die Suisse Public richtet sich primär an Entscheidungsträger aus Gemeinden, Kantonen und Bund aber auch an grosse industrielle Unternehmen, die eigene Areale zu betreuen haben.
Die Durchführung 2017 wurde von Besuchen des Bundesrats Alain Berset, sowie dem Berner Stadtpräsidenten Alec von Graffenried beehrt. Auch die grösste Elektromobil-Rally der Welt, die WAVE Trophy, machte 2017 als Teil ihrer Grand Tour of Switzerland Halt an der Suisse Public.
Die Suisse Public 2021 wurde wegen der COVID-19-Pandemie in der Schweiz abgesagt.

## Ausstellungsbereiche
An der Suisse Public sind folgende Themenbereiche vorzufinden:
- Feuerwehr, Wehr- und Rettungsdienste
- Kommunalfahrzeuge, Kommunalmaschinen, Winterdienst und Zubehör
- Strassen, Signalisation und Verkehr
- Hochbau, Tiefbau, Transport, Industrie
- Abfallentsorgung und Recycling
- Wassergewinnung, -aufbereitung und -verteilung (Pro Aqua)
- Umwelttechnik, Abwasserbehandlung, Kanalisation
- Informatik und Sicherheit
- Energie, erneuerbare Energien, Energiegewinnung
- Sport- und Freizeit